# Erich Biermaier
Erich „Obi“ Biermaier (* 1945 in Wien) ist ein ehemaliger österreichischer Basketballspieler und -trainer.

## Werdegang
Der 1,85 Meter große Biermaier wurde in der österreichischen Nationalmannschaft Anfang der 1970er Jahre in vier Länderspielen eingesetzt. In der Bundesliga spielte er für Union Firestone Wien sowie für die Mannschaft SC Zentralsparkasse. Mit Union nahm er auch am Europapokal der Pokalsieger teil.
Seine größten Erfolge im Basketball hatte Biermaier als Trainer. Zwischen 1965 und 1973 betreute er die Damen von Union Kuenring Wien und führte sie im Zeitraum 1967 bis 1973 siebenmal in Folge zum Gewinn der österreichischen Staatsmeisterschaft. Zu seinen Spielerinnen gehörte seine Ehefrau Adrianna. 1972 war er zusätzlich österreichischer Damen-Nationaltrainer.
Erich Biermaier als Trainer und Adrianna Biermaier als Spielerin wechselten 1973 zum französischen Erstligisten Clermont Université Club. Gemeinsam gewannen sie 1974 die französische Meisterschaft. Im Spieljahr 1974/75 betreute Biermaier im selben Land die Herrenmannschaft des Vereins Jeanne d’Arc Vichy als Trainer. Im europäischen Vereinswettbewerb Korać-Cup erreichte Biermeier mit Vichy 1975 die Viertelfinalrunde, in der der Verein dann nicht mehr antrat.
1975/76 war er dann wiederum in Frankreich Trainer der Damen von AS Montferrand, wo seine Frau erneut zu seinen Spielerinnen zählte. Man belegte in der französischen Meisterschaft den zweiten Rang, den weiblichen Nachwuchs Montferrands führte Biermaier zum Gewinn der französischen Jugendmeisterschaft.
Das Ehepaar Biermaier kehrte 1976 nach Österreich zurück. Erich Biermaier übte von 1976 bis 1980 das Traineramt beim Verein ABC Donau und zwischen 1980 und 1991 bei DBB Wien aus, bis auf die letzte Saison jeweils mit seiner Ehefrau als Spielerin. Zusammen gewannen sie 1978, 1979, 1986, 1987 und 1988 die österreichische Meisterschaft. Seine Ehefrau Adrianna spielte bis 1990.
Erich Biermeier war im Zeitraum 1991 bis 1995 in der Nachwuchsabteilung des Vereins Vienna 87 als Trainer beschäftigt, im Spieljahr 1995/96 war er noch einmal in der Damen-Bundesliga tätig, betreute den BK Klosterneuburg.